# Monarda fruticulosa
Monarda fruticulosa är en kransblommig växtart som beskrevs av Carl Clawson Epling. Monarda fruticulosa ingår i släktet temyntor, och familjen kransblommiga växter. Inga underarter finns listade i Catalogue of Life.